# 루안살성
《루안살성》(淚眼殺星: Dragon From Russia)은 홍콩에서 제작된 곽요량 감독의 1990년 영화이다. 허관걸 등이 주연으로 출연하였고 유가울 등이 제작에 참여하였다.

## 출연

### 주연
- 허관걸
- 장만옥

### 조연
- 니나 리
- 이가흔
- 위안더
- 오가려
- 이려진
- 백응
- 매애방
- 유순
- 반덕전
- 노웅
- 진동
- 장국량
- 황명승
- 엽진
- 유숭봉
- 홍신남
- 손흥
- 석천
- 원화

## 기타
- 출품인: 석천
- 의상: 진고방
- 무술감독: 위안더
- 무술감독: 가수량